# Heinie Beau
Heinie Beau (* 8. März 1911 in Calvary, Wisconsin; † 19. April 1987 in Burbank, Los Angeles County) war ein US-amerikanischer Musiker (Holzblasinstrumente) und Arrangeur.

## Leben und Wirken
Beau spielte Anfang der 1940er-Jahre bei Red Nichols und im Tommy Dorsey Orchestra (mit Frank Sinatra), für das erste Arrangements entstanden (Violets for Your Furs 1941); Mitte des Jahrzehnts wirkte er bei Aufnahmen für Capitol Records von Peggy Lee, Billy May und Jo Stafford mit. 1946 war er Mitglied des Artie Shaw Orchestra; im folgenden Jahr spielte er bei Benny Goodman und bei Woody Herman and His Orchestra. 1951 entstanden Aufnahmen mit Louis Armstrong und Jack Teagarden. Beau arrangierte außerdem für Red Nichols (1945), Ziggy Elman (1950), Peggy Lee und Jeri Southern (Occasional Man, 1955). Beau, der für Sinatra von der Dorsey-Ära bis zur Reprise-Phase arbeitete, schrieb beispielsweise die Arrangements für Sinatras Columbia-Aufnahme Birth of the Blues (1952) und für Lean Baby (Capitol, 1953). Beau arbeitete mit Sinatra auch bei dessen beiden letzten Capitol-Alben zusammen, Come Swing With Me (1961) und Point of No Return. In dieser Zeit war er als musikalischer Leiter von Milton Berles Varieté-Sendung tätig.
Unter eigenem Namen entstand im Juni 1958 das Album Moviesville Jazz: Heinie Beau and His Hollywood Jazz Stars (Coral), an dem namhafte Musiker des West Coast Jazz mitwirkten wie John Graas, Don Fagerquist, Howard Roberts, Red Mitchell, Ted Nash und Red Callender. 1958 spielte er in Ray Anthonys Big Band Dixieland. Im Bereich des Jazz war er zwischen 1940 und 1984 an 249 Aufnahmesessions beteiligt, außer den Genannten auch bei Dave Barbour, Jess Stacy, Maxwell Davis, Ted Nash, The Kings of Dixieland, Gene Krupa, Dick Cathcart, Ella Fitzgerald.

## Diskografische Hinweise
- Heinie Beau & His Hollywood Quartet (1980), mit Alvin Stoller, Arnold Ross, Morty Corb
- Blues for Two (1982), mit Ray Leatherwood, Nick Fatool, Ray Sherman, Eddie Miller
- Heinie Beau & His Hollywood Sextet: Midnight Clarinet (1984), mit Morty Corb, Jack Sperling, Jake Hanna, Johnny Varro, Bob Havens, Gene Estes